# Ruskhöjden
Ruskhöjden este o arie protejată (arie specială de conservare — SAC, sit de importanță comunitară — SCI) din Suedia întinsă pe o suprafață de 25,5 ha, integral pe uscat.

## Localizare
Centrul sitului Ruskhöjden este situat la coordonatele 63°52′47″N 16°52′21″E / 63.8796°N 16.8726°E.

## Înființare
Situl Ruskhöjden a fost declarat sit de importanță comunitară în decembrie 1995 pentru a proteja 1 specie de animale. Situl a fost protejat și ca arie specială de conservare în martie 2011.

## Biodiversitate
Situată în ecoregiunea boreală, aria protejată conține 2 habitate naturale: Taiga vestică, Mlaștini turboase de tranziție și turbării mișcătoare.
La baza desemnării sitului se află o specie protejată de  nevertebrate: Pytho kolwensis.